# Anna Maria Carpi
Anna Maria Carpi (geboren 22. März 1939 in Mailand) ist eine italienische Germanistin und Schriftstellerin.

## Leben
Anna Maria Carpi studierte Deutsch und Russisch an der Accademia di Belle Arti di Brera in Mailand. Sie hatte Lehraufträge an der Universität Mailand und der Universität Macerata und ist Dozentin für deutsche Literatur an der Universität Venedig. Sie schreibt für das Feuilleton der Tageszeitung Il Foglio und für die Zeitschrift L’indice. Auf mehreren Reisen hat Carpi sich in der Sowjetunion und in Russland aufgehalten, sie lebte längere Zeit in Bonn.
Carpi hat unter anderem Werke von Friedrich Nietzsche, Thomas Mann, Gottfried Benn, Rainer Maria Rilke, Heiner Müller, Hans Magnus Enzensberger, Peter Handke, Alexander Kluge und Michael Krüger aus dem Deutschen sowie von Leo Trotzki aus dem Russischen ins Italienische übersetzt.
Seit den 1990er Jahren schrieb Carpi zunächst vier Romane, wandte sich dann vermehrt der Poesie zu und hat einige Gedichtbände veröffentlicht. Carpi führt ein großangelegtes Tagebuch mit über 15.000 Seiten.
Für ihren Gedichtband A morte Talleyrand erhielt sie 1993 den „Premio Nazionale Letterario Pisa“. Für die Übersetzung von Gedichten von Durs Grünbein erhielt sie 2000 den „Premio Monselice“; im selben Jahr war sie bei der Tübinger Poetik-Dozentur eingeladen. Für ihr übersetzerisches Gesamtwerk erhielt sie 2011 den „Premio Nazionale per la Traduzione“. 2013 wurde sie zum Mitglied der Deutschen Akademie für Sprache und Dichtung in Darmstadt gewählt.
Sie ist mit einem Architekten verheiratet und lebt in Mailand.

## Werke (Auswahl)
- L’asso nella neve : poesie, 1990-2010. Transeuropa, Massa 2011
- Un inquieto batter d’ali : vita di Heinrich von Kleist. Mondadori, Mailand 2005.
  - Kleist. Ein Leben. Aus dem Ital. von Ragni Maria Gschwend. Insel-Verl., Berlin 2011.
- Il principe scarlatto. Roman. Tartaruga, Mailand 2002
- Forever young. Roman. Dt. von Maja Pflug. Rowohlt, Reinbek 1997.
- A morte Talleyrand. Campanotto, Udine 1993.
- Paul Fleming : de se ipso ad se ipsum. Cisalpino-Goliardica, Mailand 1973.
- Entweder bin ich unsterblich. Gedichte. Aus dem Italienischen übersetzt von Piero Salabè. Edition Lyrik Kabinett bei Hanser, München 2015, ISBN 978-3-446-24738-3.